# 多倫多復康科醫院
多倫多復康科醫院（英語：Toronto Rehabilitation Institute）是加拿大最大的康復醫院，位於安大略省多倫多，由大學醫療網絡運營。

## 院區
- 碧高中心（Bickle Centre）
- 湖邊中心（Lakeside Centre）
- 倫核士中心（Lyndhurst Centre）
- 林士中心（Rumsey Centre）
- 大學中心（University Centre）

## 服務
- 脊髓康復
- 中風康復
- 後天腦部受損康復
- 老人精神病康復
- 心血管病預防及康復
- 老人內科康復
- 肌骨骼疾病及腫瘤康復
- 長期護理

43°39′24″N 79°23′23″W / 43.656610°N 79.389846°W